# Phymaturus delheyi
Phymaturus delheyi — вид ігуаноподібних ящірок родини Liolaemidae. Ендемік Аргентини.

## Поширення і екологія
Phymaturus delheyi відомі з типової місцевості, розташованої на півночі гірського масиву Тромен в департаменті Пеуенчес в провінції Неукен. Вони живуть в патагонських степах, на висоті від 1810 м над рівнем моря. Живляться рослинністю, є живородними.